# De europummel
De europummel is een stripverhaal uit de reeks van Suske en Wiske. Het is geschreven door Marc Verhaegen met medewerking van Erik Meynen en gepubliceerd in TV Expres van 3 januari 2001 tot en met 5 november 2001. De eerste albumuitgave was op 13 februari 2002.

## Locaties
Dit verhaal speelt zich af op de volgende locaties:
- België, huis van Lambik en Jerom, huis van tante Sidonia, het laboratorium van Professor Barabas, een park en een restaurant.

## Personages
In dit verhaal komen de volgende personages voor:
- Suske, Wiske, tante Sidonia, Lambik, Jerom, professor Barabas, meneer Van Den Dorpel (bouwinspecteur), postbode, tasjesdief, Frank Pond (veiligheidsagent), politie, inspecteur, arts, Faroek Ajisserwer[1] (reporter Jos-tv) en andere pers.

## Uitvindingen
In dit verhaal spelen de volgende uitvindingen mee:
- de klankentapper.

## Het verhaal
Jerom en Lambik knappen hun huis op, maar dan hoort Jerom van een bouwinspecteur dat het moet worden gesloopt omdat het illegaal is gebouwd. Jerom slaat de kraanmachinist uit zijn cabine en maakt de kraan onbruikbaar. Wiske vindt dat ze in euro’s minder zakgeld krijgt dan voorheen en Suske moet een opstel schrijven over het gebruik van geld. Professor Barabas heeft een klankentapper gebouwd waarmee alle voorwerpen ondervraagd kunnen worden en ze bedenken een insteek voor de spreekbeurt. Tante Sidonia voelt zich eenzaam, maar dan komt Lambik langs en vraagt of hij mag blijven logeren. Professor Barabas legt uit dat de antwoorden die je krijgt via de vernieuwde klankentapper uitgeprint kunnen worden via een computer. Suske ondervraagt een bankbiljet van tweeduizend Belgische frank (ook wel honderd Nederlandse gulden) en het vertelt waarom het er zo versleten uitziet. Wiske vraagt of het bankbiljet weet waarom de rijken steeds rijker, en de armen steeds armer worden, maar dan ontploft de klankentapper. Suske en Wiske worden vroeg naar bed gestuurd omdat ze tante Sidonia niet hebben verteld dat ze naar professor Barabas gingen. Lambik en tante Sidonia zien Jerom op tv en er zijn berichten over vrees over chaos tijdens de invoering van de euro.
Tante Sidonia vraagt of Lambik niet voor altijd wil blijven, maar hij gaat niet op haar voorstel in en zaagt het bed in tweeën zodat ook dit plan van tante Sidonia mislukt. Tante Sidonia schopt Lambik het huis uit en is ontroostbaar, Suske en Wiske stellen voor een contactadvertentie te plaatsen en tante Sidonia reageert de volgende dag al op berichten. Ze spreekt met een man af in het stadspark, maar als de man tante Sidonia ziet gaat hij ervandoor. Dan wordt de tas van tante Sidonia gestolen, maar ook weer snel teruggebracht door Frank Pond en ze gaan samen iets drinken. De volgende dag gaan de twee romantisch dineren, maar Frank is erg beschermend en gebruikt zijn pistool om het huis te verkennen. Frank ontmoet Suske en Wiske en tante Sidonia legt uit dat dit haar pleegkinderen zijn, Frank biedt aan de kinderen mee te nemen op een geldtransport. Tante Sidonia blijkt vergeten te zijn om eten te maken en ze gaat met Frank naar de frietkraam, toevallig zijn Jerom en Lambik daar ook en ze eten samen. Frank legt uit dat hij bij een privé-bewakingsdienst werkt die geldtransporten begeleidt en hij moet de overgang naar de nieuwe Europese munteenheid begeleiden. Frank brengt tante Sidonia thuis en geeft haar een afscheidskus, Lambik en Jerom hebben alles gezien en vertrouwen de man niet.
Lambik en Jerom volgen Frank naar de buitenwijken van de stad en ontdekken dat Frank inderdaad geen goede bedoelingen heeft met tante Sidonia. Lambik en Jerom bewaken het huis en Suske en Wiske merken dat tante Sidonia tot over haar oren verliefd is geworden. Lambik valt in slaap en als Jerom eten gaat halen, valt Lambik met zijn hoofd op het stuur. Frank ontdekt dat Lambik en Jerom voor het gebouw staan en hij bedenkt een plan. Lambik en Jerom volgen Frank en een handlanger naar N.V. Safe Hook en andere bedrijven, de geldauto wordt volgeladen op een gegeven moment springt Frank uit de wagen en begint op Lambik en Jerom te schieten. De auto van Lambik en Jerom knalt tegen een boom en Frank schiet met een bazooka op de geldtransportwagen, de mannen ontsnappen met een andere auto. Jerom is zijn geheugen kwijt door de klap en haalt Lambik uit het autowrak, ze vertrekken van de plek van het ongeval. Wiske wil naar buiten en snapt niet waarom Suske steeds achter zijn computer zit, Frank komt langs en wil Suske en Wiske niet naar buiten laten gaan. Tante Sidonia is dolblij als ze Frank ziet en hoort dan dat Frank bij haar wil komen wonen. De politie vindt de autowrakken en de papieren van Lambik liggen nog in het handschoenenvak.
Jerom komt langs het huis van professor Barabas en de professor slaat de klankentapper opnieuw stuk tijdens zijn slaap, als hij Lambik en Jerom ziet worden ze snel naar het ziekenhuis gebracht. Als er berichten zijn over de overval op het geldtransport schiet Frank de tv kapot en tante Sidonia schiet in de stress. Tante Sidonia krijgt een voetenbadje en vertelt Frank dat ze niet nog een gewelddadig incident van hem zal pikken. Suske en Wiske horen Frank in de garage praten met zijn handlanger en de kinderen horen dat Lambik en Jerom in het ziekenhuis opgenomen zijn. Frank merkt dat de hoorn van de haak is en hoort professor Barabas nog om Wiske roepen, hij gaat op zoek naar de kinderen en schiet 's nachts in het huis. Tante Sidonia pakt haar geweer en eist dat Frank de kinderen, die de geldkoffers in de kofferbak van de auto van Frank hebben gevonden, vrijlaat. Maar als haar geweer afgaat wordt ze door een stuk plafond geraakt en vastgebonden, Frank vertelt dat alles in scène was gezet. Frank zocht een naïeve vrouw bij wie hij een tijdje kon onderduiken.
Suske en Wiske worden in de slaapkamer opgesloten, maar kunnen een e-mail naar de krant sturen, ze rekenen erop dat journalisten alles voor een sensationeel verhaal zullen doen. De volgende dag is het huis omsingeld door de pers en politie en Frank gebruikt de vrienden als gijzelaar. Professor Barabas kijkt naar de gebeurtenissen op tv in het ziekenhuis en hij hoort dat Frank een helikopter wil. De handlanger van Frank wil zich overgeven, maar hij wordt neergeschoten door Frank. Tante Sidonia schreeuwt de naam van Jerom, waardoor hij zijn geheugen terugkrijgt. Jerom gaat met Lambik naar het huis van tante Sidonia, maar doordat hij sneller dan het licht rent komt hij even in de toekomst terecht. Jerom bevrijdt zijn vrienden en Frank slaat Lambik neer, maar dan daagt Jerom hem uit tot een gevecht. Frank wordt natuurlijk overwonnen en ingerekend door de politie. De vrienden omarmen elkaar en Lambik vertelt dat ze een schadevergoeding zullen krijgen omdat het huis toch niet illegaal was en dus onterecht is gesloopt. Jerom vertelt dat hij een nieuwe baan heeft, hij moet de euro-geldtransporten begeleiden en wil voortaan Jeurom genoemd worden. Suske en Wiske gaan eindelijk naar buiten en willen weer op avontuur.

## Achtergronden bij het verhaal
- Op het titelblad staat vermeld 'scenario en tekeningen: Paul Geerts', hoewel Marc Verhaegen het scenario en de tekeningen verzorgde met hulp van Erik Meynen voor het idee van het verhaal. Ten tijde van het verschijnen was Paul Geerts nog steeds de officiële tekenaar van Suske en Wiske.
- Het verhaal speelt in op de overgang naar de Europese munteenheid, de Nederlandse gulden en de Belgische frank (en andere Europese valuta) werden voor euro's ingewisseld.